# هنریک شمیراتسکی
هنریک هکتور شمیراتسکی (به انگلیسی: Henryk Hektor Siemiradzki) (۲۴ اکتبرِ ۱۸۴۳–۲۳ اوتِ ۱۹۰۲) نقّاشِ لهستانی مستقر در رم بود که به خاطر هنر آکادمیک برجسته خود بیشتر از او یاد شد. وی به ویژه برای به تصویر کشیدن صحنه‌هایی از جهان یونان-روم باستان و عهد جدید که متعلق به بسیاری از گالری‌های ملی اروپا بود، شهرت داشت.
بسیاری از نقاشی‌های وی صحنه‌هایی از دوران باستان را به تصویر می‌کشد، غالباً صحنه‌های شبانی یا ترکیبات آفتابی که زندگی مسیحیان اولیه را ارائه می‌دهند. وی همچنین صحنه‌های کتاب مقدس و تاریخی، مناظر و پرتره‌ها را نقاشی کرد. پرده‌های برجسته تئاتر اپرا Lviv (Lwów) و تئاتر Juliusz Słowacki در کراکوف از مشهورترین آثار وی است.

## زندگی
شمیراتسکی در هیپولیت سیامیراسکی، از یک شلختا لهستانی و افسر ارتش امپراتوری روسیه (ژنرال سال ۱۸۷۱) و میکالینا (زاده پروسیسکا) در بلگورود (اکنون پیچینی، استان خارکیف، اوکراین) نزدیک شهر خارکوف، جایی که هنگ پدرش در آن مستقر بود، متولد شد.
این خانواده از سرزمین رادوم ریشه داشتند و نام خود را از روستای شمیراتسک گرفته‌اند. در اواخر قرن هفدهم در نزدیکی ناواریداک مستقر شدند. والدین وی با خانواده آدام میتسکیه‌ویچ دوست صمیمی بودند. وی در مدرسه جیمنیزیوم خارکوف تحصیل کرد و در آنجا برای اولین بار نقاشی را زیر نظر معلم محلی، بسپرچی، شاگرد سابق کارل بریولوف آموخت. وی وارد مدرسه فیزیک - ریاضیات دانشگاه خارکوف شد و با علاقه فراوان در آنجا به تحصیل علوم طبیعی پرداخت، اما همچنان به نقاشی ادامه داد.

## نقاشی‌های ماندگار شمیراتسکی

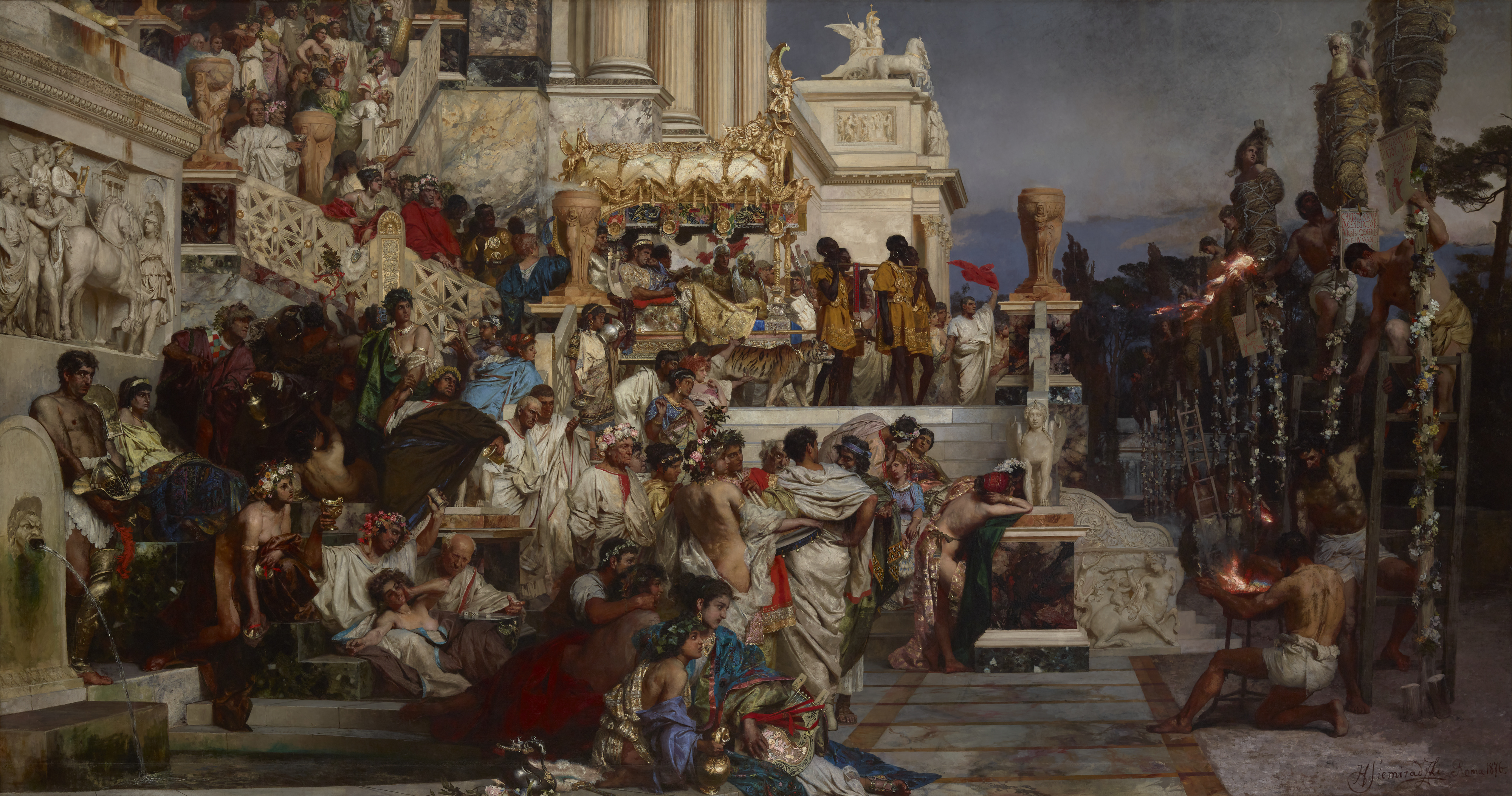
مشعل‌های نرو, ۱۸۷۶
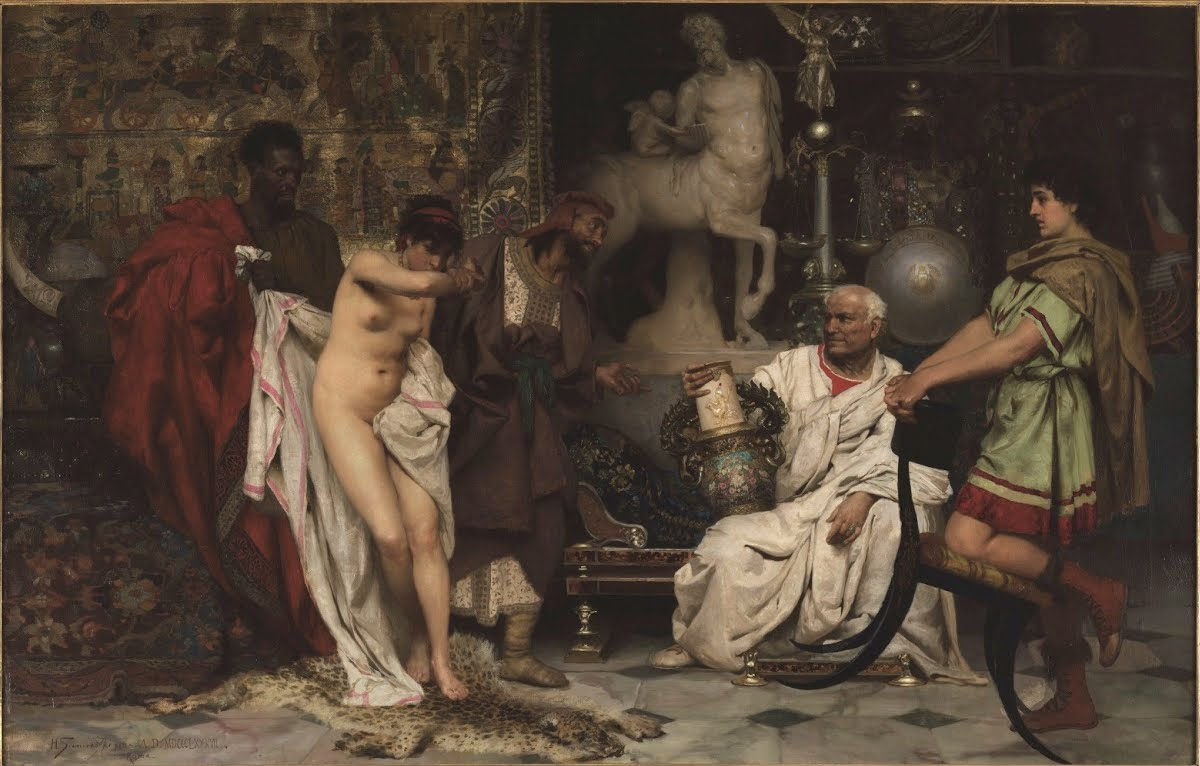
دختر یا گلدان، ۱۸۷۸
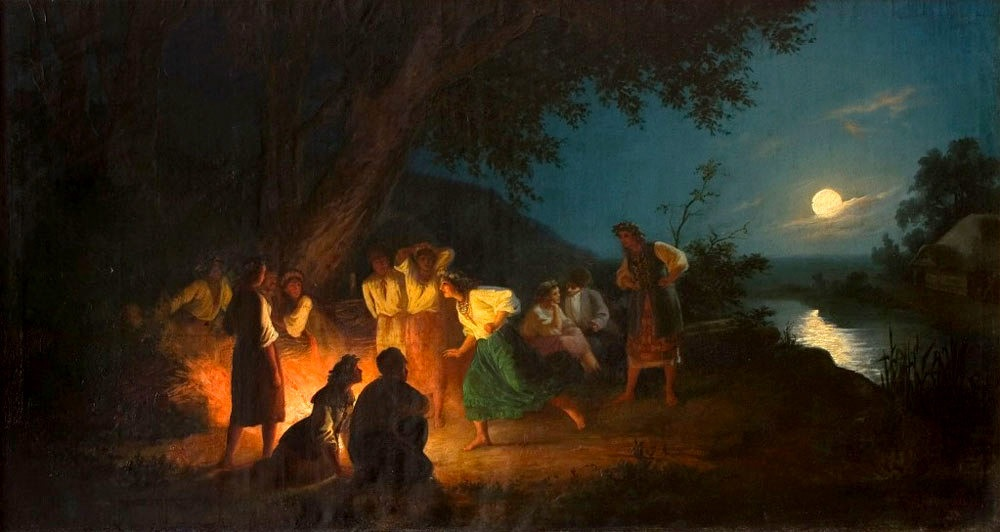
شب در آستانه ایوان کوپالا, دهه ۱۸۸۰
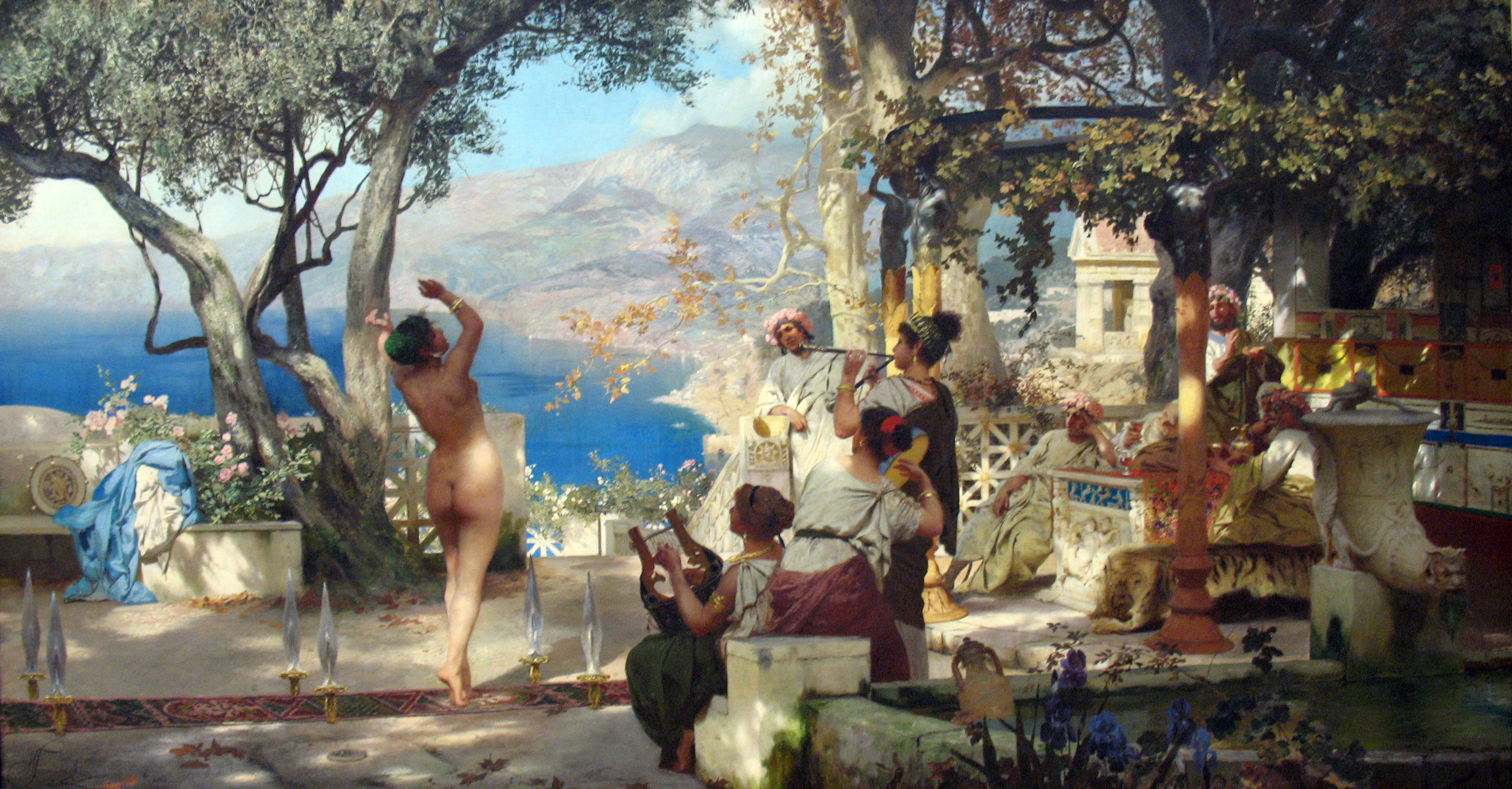
رقص شمشیر, ۱۸۸۱
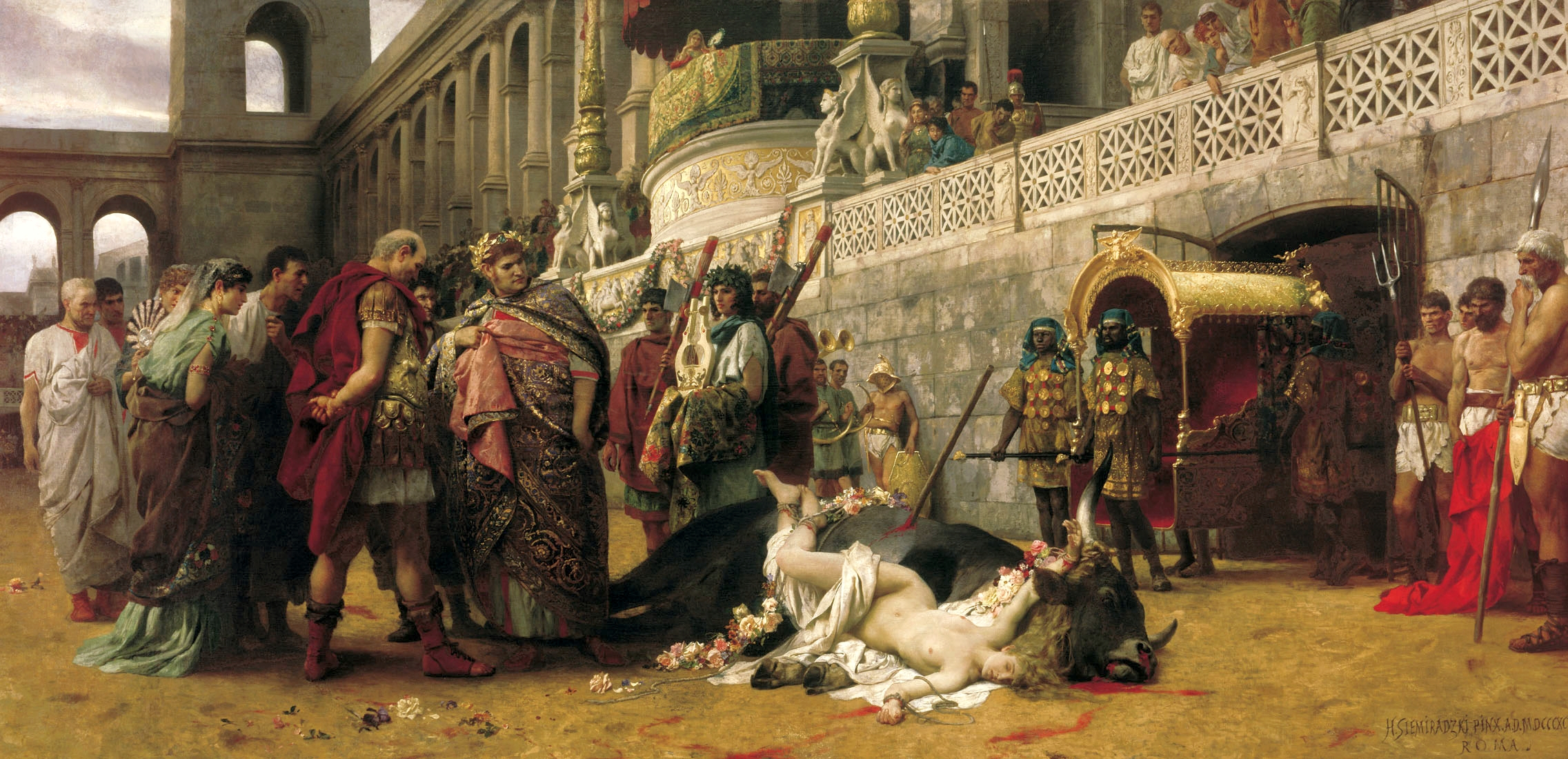
مسیحی دیرکه, ۱۸۹۷
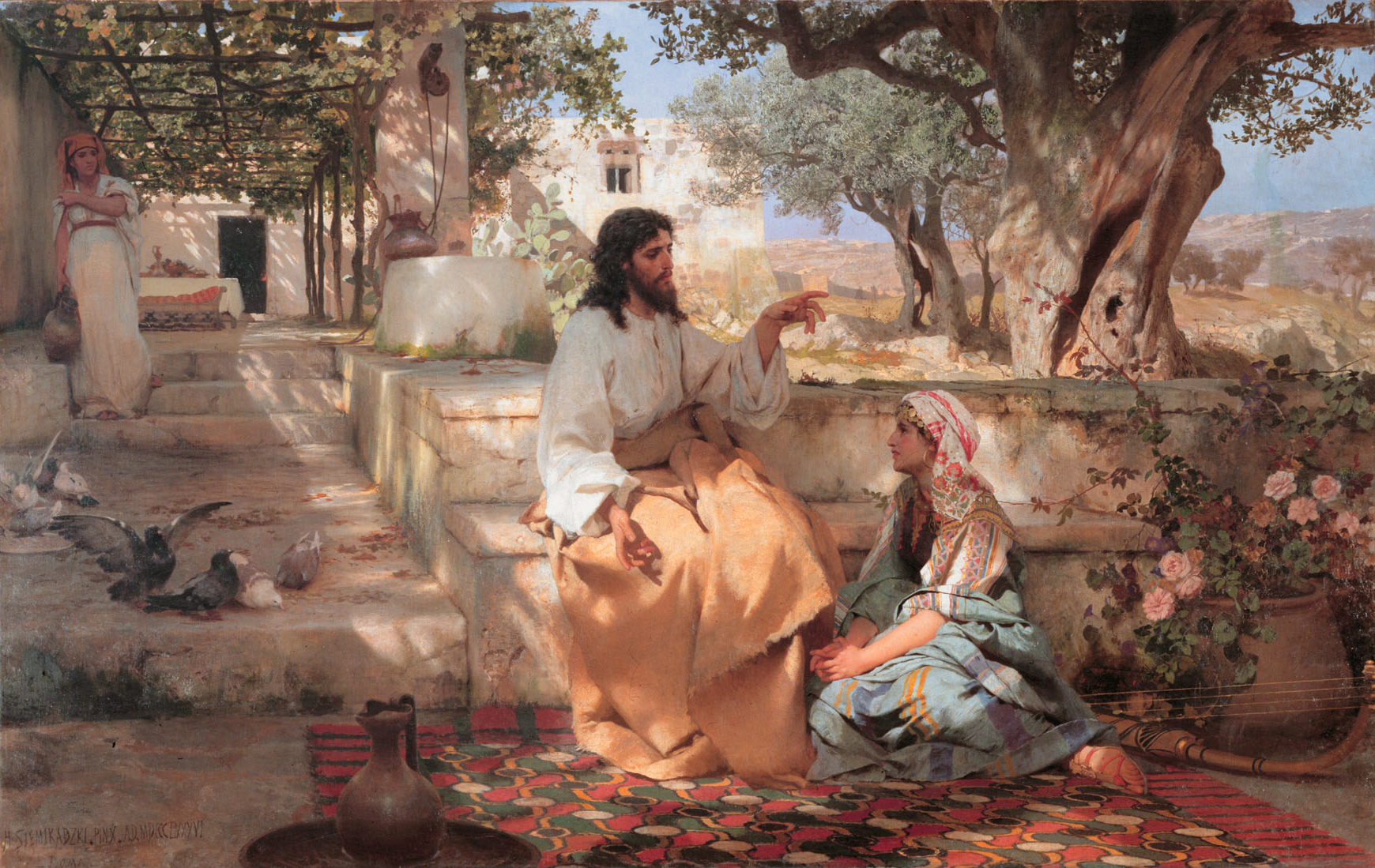
مسیح با مارتا و ماریا, ۱۸۸۶
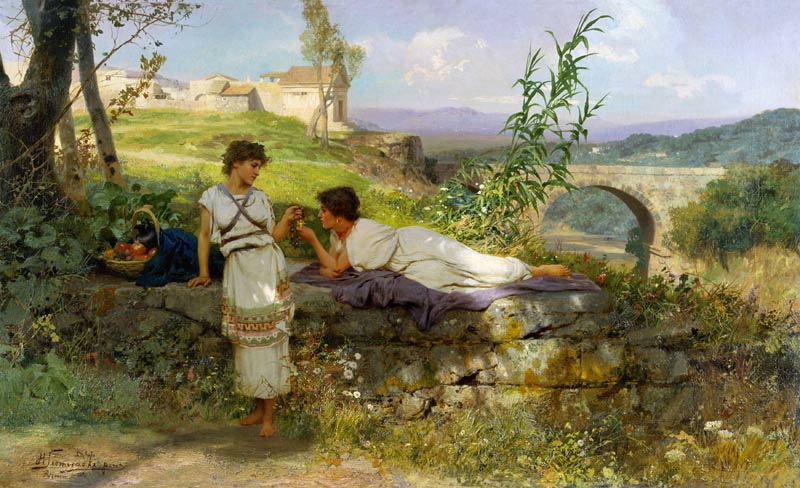
The حرز, دهد ۱۸۸۰
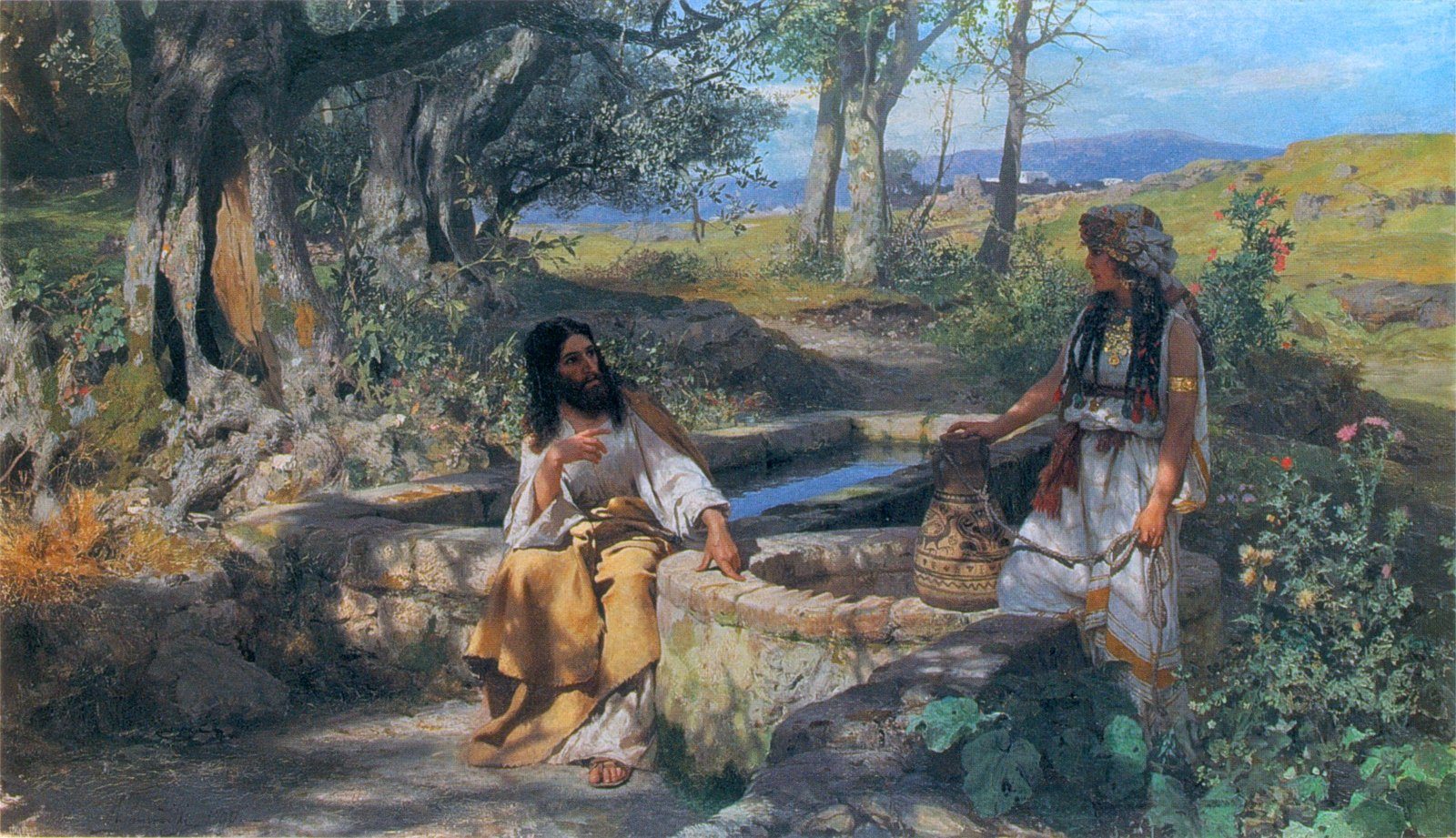
مسیح و سامری, ۱۸۹۰
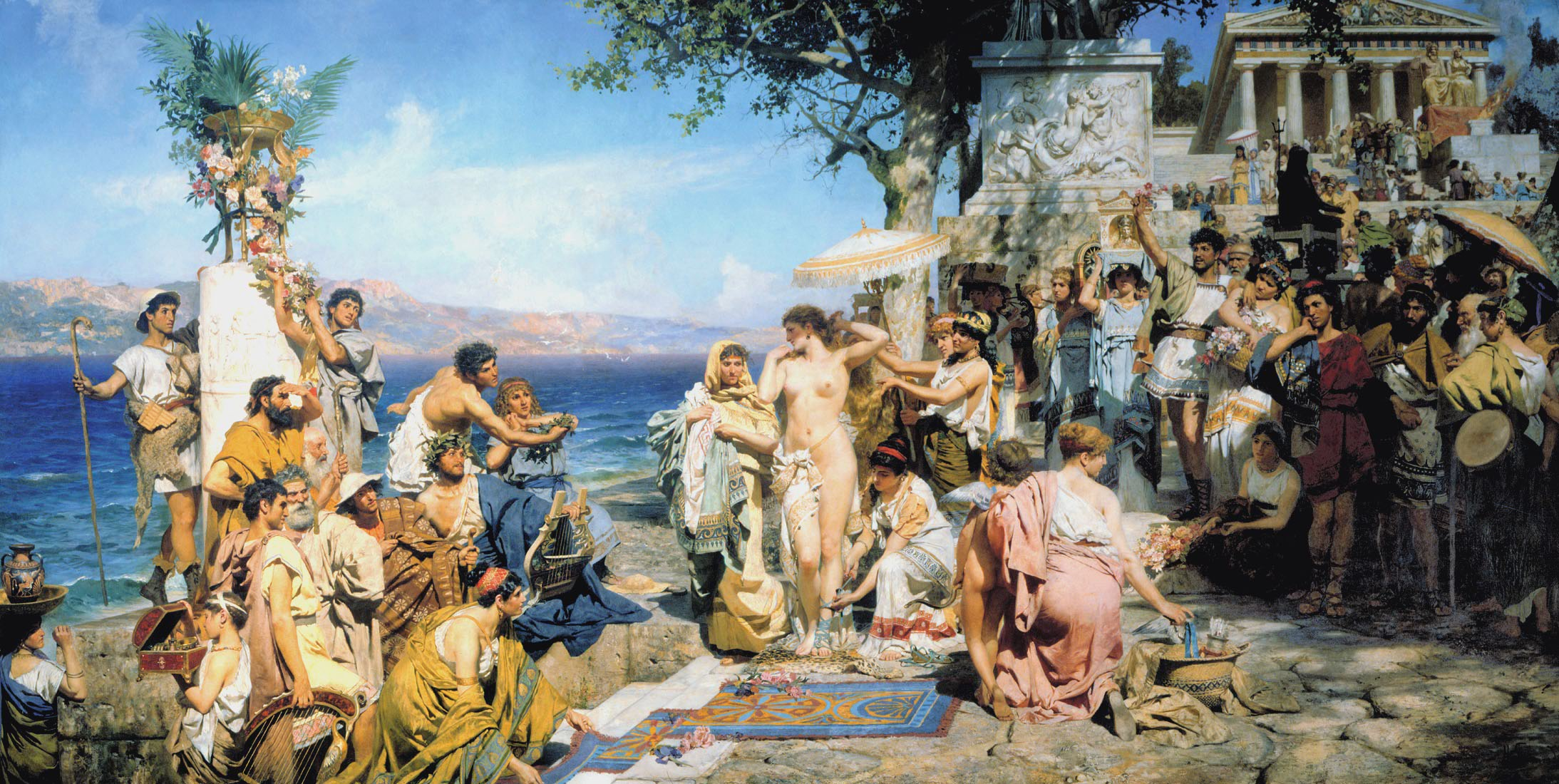
فرین در پوزیدونیا در الوس, ۱۸۸۹

تئاترهای ملی
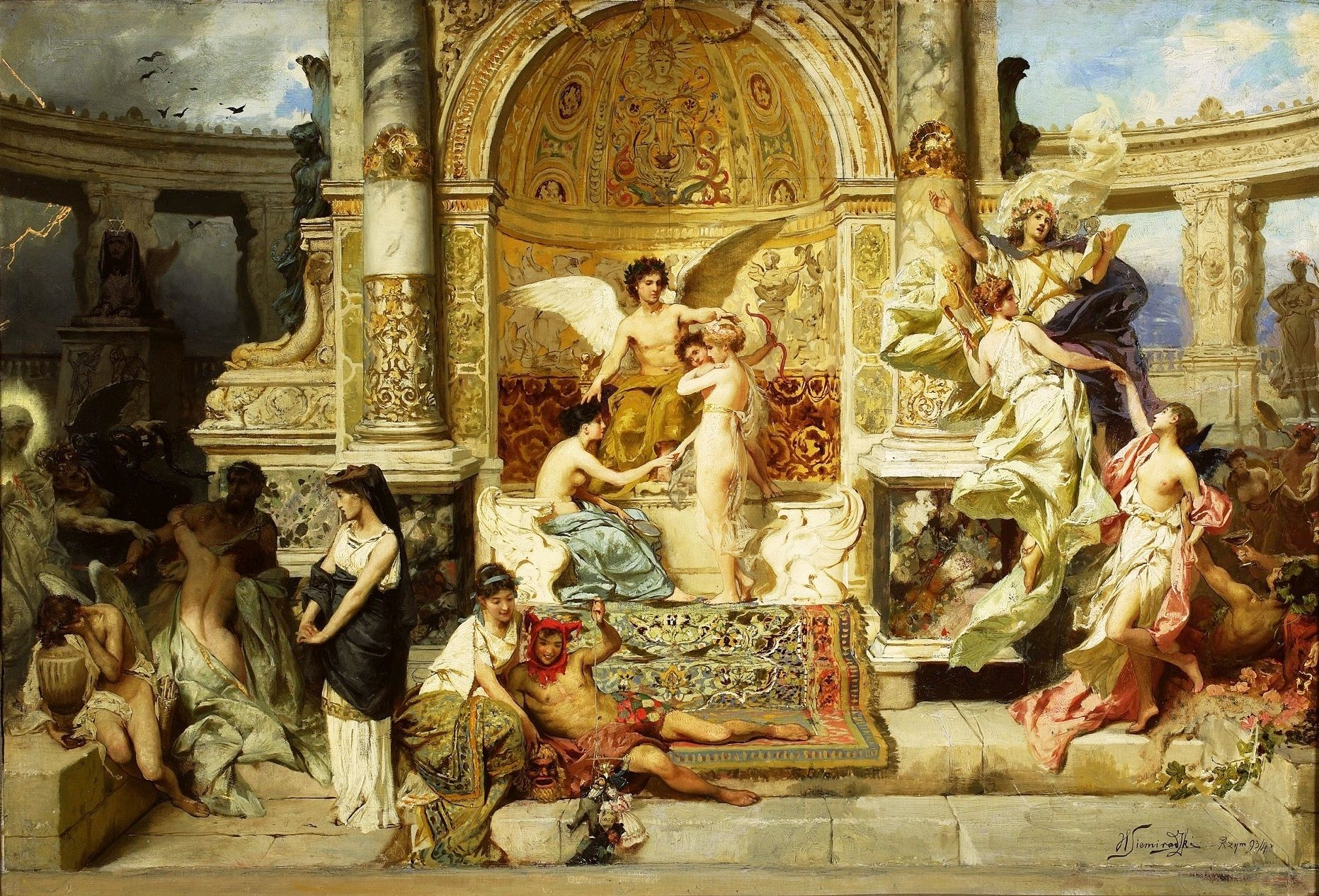
نمایشی برای یولیس سلاواکی تئاتر در کراکوف
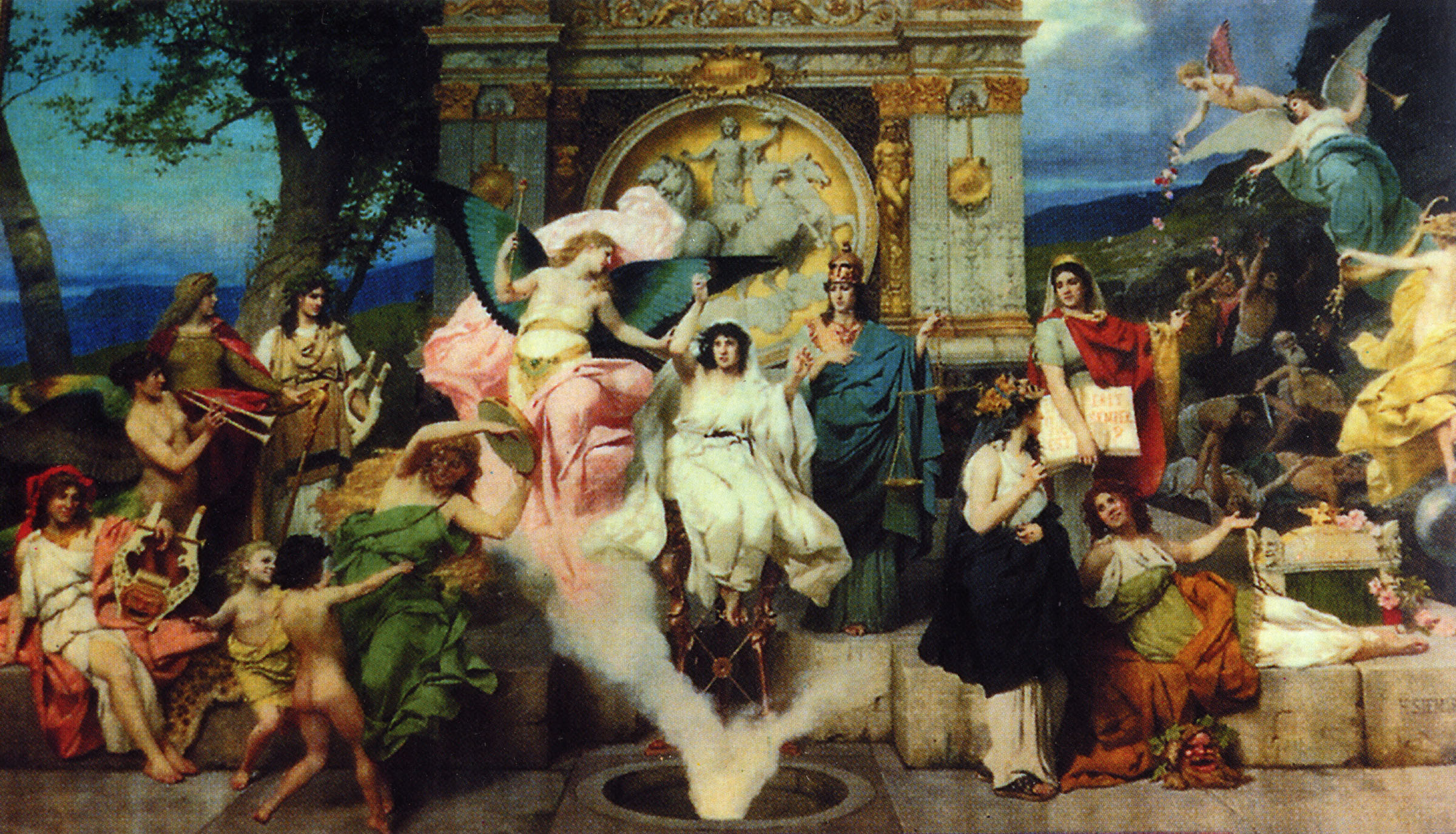
تئاتر و اپرای باله لِویو
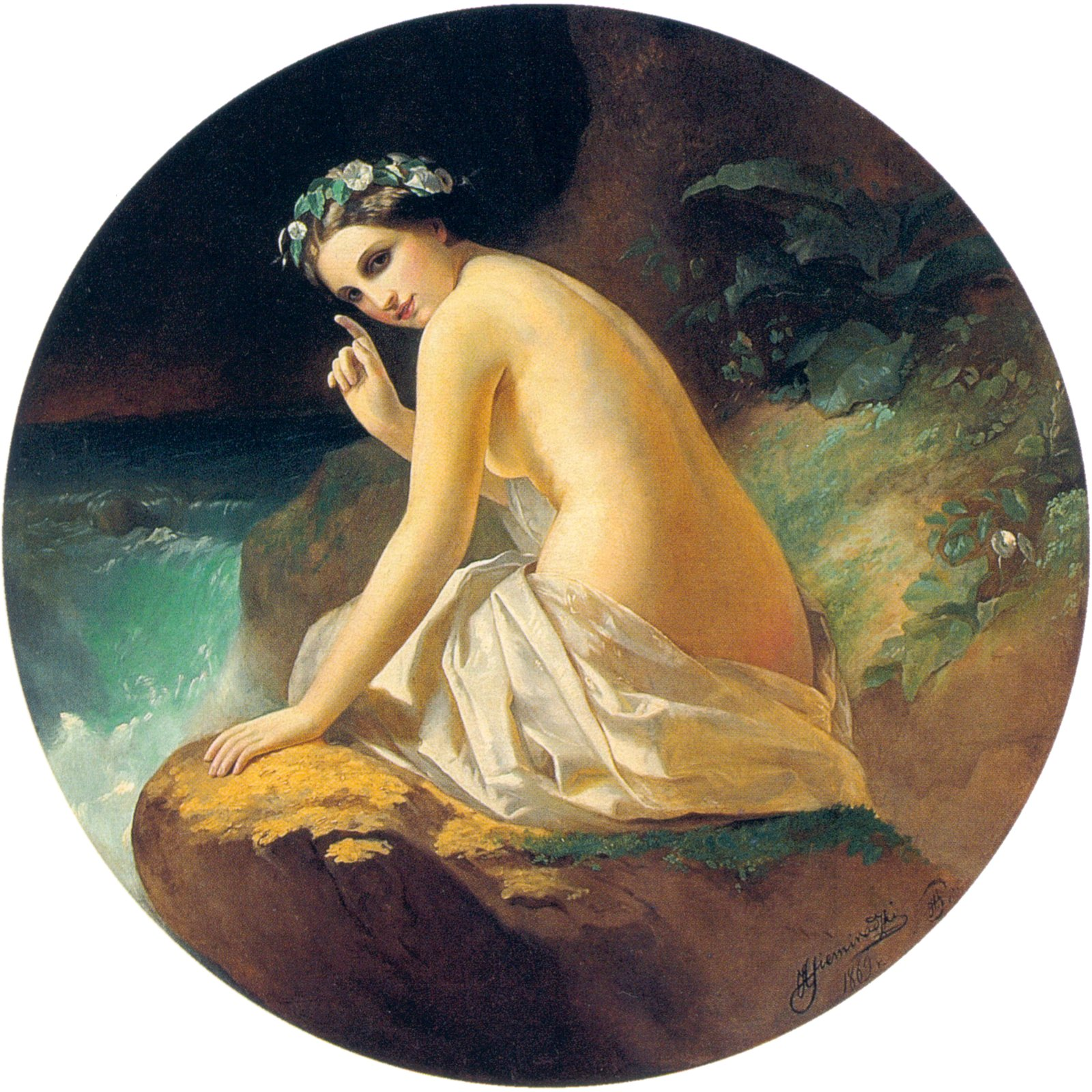
حوری, ۱۸۶۹ (گالری هنر لِویو)